# Enric Hèrcules
Francesc de França (nascut al castell de Fontainebleau el 18 de març de 1555 sent batejat com Enric Hèrcules, mort a Château-Thierry el 10 de juny de 1584 i inhumat a l'Basílica de Saint-Denis), duc d'Alençon, d'Anjou, de comte de Turena, duc de Brabant i Château-Thierry, fou el darrer fill d'Enric II de França i de Caterina de Mèdici.
Al capdavant del partit dels Malcontents, Francesc va tenir un paper polític particularment important a França dels anys 1570. Va provocar trastorns a la cort del seu germà Enric III de França i va participar en les sisena i setena guerres de religió.
En el marc de la guerra d'independència contra Espanya, va ser cridat a ser el nou sobirà dels Països Baixos. Pretendent de la reina Elisabet I d'Anglaterra de 1572 a la seva mort, no es va casar mai.
Va morir de la tuberculosi el 10 de juny de 1584 a Château-Thierry. Aquesta defunció tingué importants repercussions polítiques: restant el rei Enric III de França sense descendència a aquesta data, la desaparició del duc d'Anjou permetia al protestant Enric de Navarre (futur Enric IV) d'esdevenir l'hereu directe de la corona de França. La perspectiva d'un rei hugonot afavorí des de llavors un renaixement del radicalisme catòlic (la segona Lliga) i acabà posant en marxa la vuitena guerra de religió.

## El Malcontent
Gairebé nan al naixement, Francesc va ser tanmateix batejat Hèrcules. Es va desfer més tard d'aquest nom després de la mort del seu germà gran el rei Francesc II el 1560. Fou l'últim nascut de la família reial i sofrí de les grans consideracions que es tenien al seu germà gran, el duc d'Anjou (el futur Enric III de França).
Francesc era un príncep aspre, taciturn i ambiciós. Envejava a l'extrem el seu germà Enric, a l'ombra del qual havia crescut. Sent jove, Francesc havia estat greument afectat per la verola i la seva cara havia quedat marcada. És, segons Henri de La Tour d'Auvergne «un dels més lletjos homes que es veien». Tot ho oposava al seu germà: la fisonomia, l'aspecte i el caràcter. Francesc no rebé de la seva mare Caterina de Mèdici tanta responsabilitat com el duc d'Anjou. La mare va administrar el ducat d'Alençon fins al 1566 quan amb 12 anys li va entregar el ducat. Des de 1569, fou encarregat del govern de la ciutat de París en absència del rei. Tanmateix la reina-mare Caterina no confiava gaire en ell i Francesc va concebre un fort del despit.
Com el seu germà el rei Enric III de França, s'envolta de favorits dels quals el més conegut fou Bussy d'Amboise, però contràriament al rei, no era sempre fidel en amistat i estava llest per trair alguns d'ells si la necessitat se'n fes sentir.

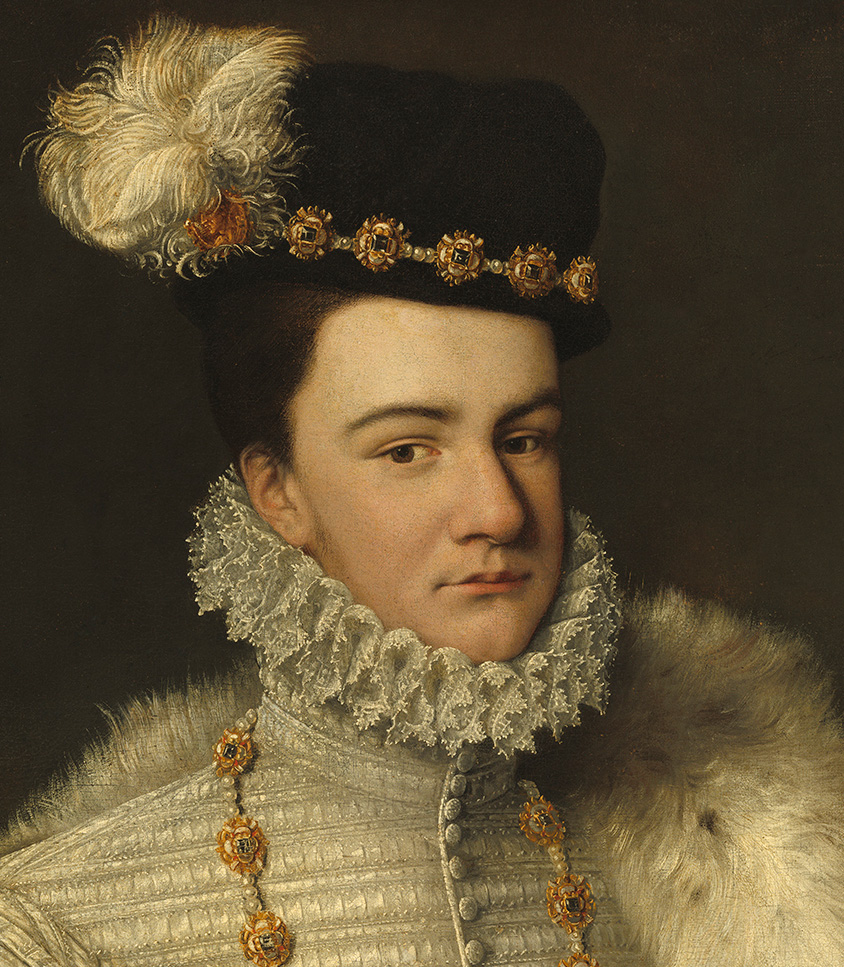
Francesc de França (1572)

El 1571, el fracàs de les negociacions per casar el duc d'Anjou amb la reina d'Anglaterra Elisabet I empenyé a Caterina de Médicis a proposar el seu fill Francesc, bé que aquest, de 16 anys, o sigui 22 anys més jove que la sobirana britànica. És en aquesta època que comença la carrera política de Francesc.
Després de la massacre del dia de Sant Bartomeu el 1572, Francesc fou el centre dels descontentaments que s'aixecaren contra el reforçament de l'autoritat reial. S'adonà a poc a poc del paper que pot jugar en la política del regne. En el moment del setge de La Rochelle (1573), Francesc, de 18 anys, va marcar la seva oposició al duc d'Anjou, de 22 anys, que conduïa el setge i es va aliar amb el seu cunyat, el rei Enric III de Navarra (el futur Enric IV de França), espòs de la seva germana Margarida, de 21 anys.
Després de la sortida del duc d'Anjou cap a la Polònia on havia estat escollit rei, Francesc esperava succeir com a rei de França a Carles IX de França, de 23 anys, dels quals la salut es deteriorava de dia en dia i qui no tenia més que una filla del seu matrimoni amb Elisabet d'Àustria. Amb Enric de Navarra, va establir l'anomenat Complot dels Malcontents, per imposar-se com a successor al lloc del seu germà Enric. Caterina de Mèdici aconseguí desbaratar la conspiració i Francesc fou arrestar. Enric, esdevingut rei, el va perdonar, però el seu jove germà continuarà retingut a la cort sota vigilància.

## El germà rebel
El 1575, François continua sent a la cort el cap del partit d'oposició. Experimenta les bromes i les burles de què és objecte de part dels favorits del seu germà. Caterina de Médicis intenta calmar el joc però en debades, ja que un vespre de ball, Francesc es fa insultar directament i prengué la resolució de fugir. S'escapa a través d'un forat cavat a les muralles de París. La seva fugida crea l'estupor. Els descontents de la política reial i els protestants s'uneixen darrere d'ell. El setembre, se li va unir el rei de Navarra que també havia fugit.
La guerra que s'obre era prometedora per a Francesc. Enric III ha d'abaixar les armes. El 6 de maig de 1576 fou proclamat l'Edicte de Beaulieu, anomenat "La pau del Senyor". Aquest edicte permet la llibertat de culte per als reformats a tot el regne de França. A cada parlament provincial foren creades cambres compartides. Finalment les víctimes de la Massacre del dia de Sant Bartomeu foren rehabilitades.
Francesc rebé el ducat d'Anjou en herència i una indemnització extraordinària. Es reconcilià amb el rei i reprengué triomfalment el seu lloc al Tribunal sota el títol de "Monsieur".

## El príncep dels Països Baixos

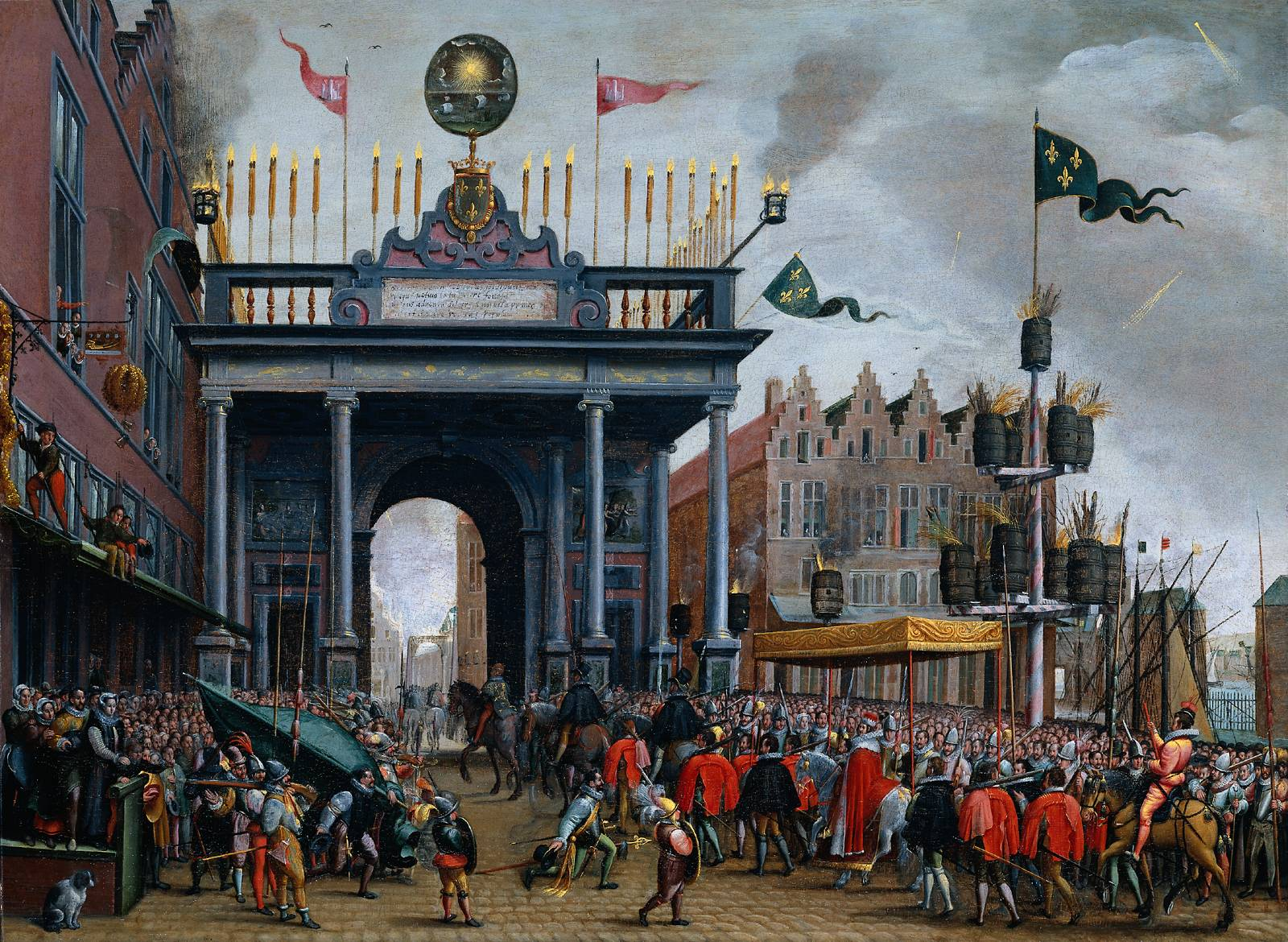
Lentrada alegre de Francesc à Anvers

Després d'haver trencat amb Felip II de Castella, els Països Baixos buscaven un nou príncep. La seva mirada es va dirigir sobre Francesc d'Anjou. El 1579, fou convidat per Guillem I d'Orange-Nassau a esdevenir sobirà de les províncies dels Països Baixos. El 29 de setembre de 1580, les províncies (a excepció de la Zelanda i de l'Holanda) signaren el Tractat de Plessis-lès-Tours amb Francesc que prengué el títol de protector de la llibertat dels Països Baixos.
El 1581 van seguir les negociacions pel matrimoni de Francesc amb Elisabet I d'Anglaterra. Tenia vint-i-sis anys i ella quaranta-set. Elisabet l'anomenava "la seva granota". La seva trobada fou un bon auguri però no se sap que en pensa realment la reina. El poble anglès era particularment oposat a aquest matrimoni, del fet que Francesc era un príncep francès i també de religió catòlica.
Després Francesc va tornar als Països Baixos, on fou oficialment entronitzat. Rebé el títol de Duc de Brabant el 1582, però cometé l'error de decidir sobre un cop de mà per prendre Anvers (ocupada pels francesos) per la força. El 18 de gener de 1583, les seves tropes foren rebutjades. Fou l'anomenada "fúria francesa d'Anvers". El fracàs del duc d'Anjou no li impedeix reprendre les negociacions amb les províncies dels Països Baixos. Però morí de la tuberculosi el juny de 1584. Els ducats d'Anjou i d'Alençon van passar a la corona francesa.